# Apt (stolica tytularna)
Apt (łac. Aptensis) – stolica historycznej diecezji we Francji erygowanej w roku 400, a włączonej w 1801 w skład archidiecezji Awinionu.
Współcześnie miasto Apt znajduje się w regionie Prowansja-Alpy-Lazurowe Wybrzeże we Francji. Obecnie katolickie biskupstwo tytularne ustanowione w 2009 przez papieża Benedykta XVI.

## Biskupi tytularni
| Lp. | Biskup          | Funkcja                                      | Od             | Do |
| --- | --------------- | -------------------------------------------- | -------------- | -- |
| 1   | Jean-Luc Hudsyn | biskup pomocniczy Mechelen-Brukseli (Belgia) | 22 lutego 2011 |    |